# Richard A. Flavell
Richard Anthony Flavell FRS (* 1945) ist ein britischer Molekularbiologe.

## Leben
Nach dem Schulbesuch studierte Flavell an der University of Hull sowie anschließend mit einem Europa-Stipendium der Royal Society an der Universität von Amsterdam sowie später mit einem Dissertationsstipendium an der Universität Zürich. Im Anschluss arbeitete er zwischen 1973 und 1979 an der Universität von Amsterdam, ehe er danach Leiter des Labors für die Struktur und Bezeichnung von Genen des National Institute for Medical Research in Mill Hill, London, wurde und diese Tätigkeit bis 1982 ausübte. Zu seinen damaligen Mitarbeitern gehörte auch der kanadische Molekularbiologe Frank Grosveld, der heute Professor an der Königlich-Niederländischen Akademie der Wissenschaften ist.
Danach war er zwischen 1982 und 1988 Präsident der Biogen Corporation und wurde darüber hinaus 1984 Fellow der Royal Society.
1988 nahm Flavell den Ruf auf eine Professur an der Medizinischen Fakultät der Yale University an und lehrt seither dort. Zurzeit ist er dort Sterling Professor für Immunologie und war daneben auch Forscher am Howard Hughes Medical Institute.
Er erwarb sich insbesondere Ansehen für seine Untersuchungen der Struktur der menschlichen Gene für Globine. Eine besonders wichtige Facette seiner Arbeit war die Veranschaulichung, dass bei einer Gruppe von vererbten Anämien, die genetischen Defekte das vollständige Fehlen eines bestimmten Globingens beinhaltet, während bei anderen Typen dieser Gruppe von Krankheiten, der Defekt in großer Entfernung vom betroffenen Gen wohnt.
Arbeiten dieser Art über natürlich entstandene Manipulationen haben einen unschätzbaren Wert bei der DNA-Sequenzierung, die die Globinegen-Kontrolle reguliert. Darüber hinaus wurde die Arbeit für den Beweis der Rolle präziser DNA-Elemente genutzt und dadurch die Einführung von Gentherapie als eine Behandlung von Änamien ermöglichte.
Für seine Forschungen wurde ihm 1980 die Colworth-Medaille der American Association of Immunologists verliehen. Seit 1999 ist er Fellow der  American Association for the Advancement of Science. Außerdem wurde er 2002 Mitglied der National Academy of Sciences (NAS). Für 2012 wurde Flavell der William B. Coley Award for Distinguished Research in Basic Immunology zugesprochen.

## Veröffentlichungen
- Genome Evolution, Mitautor Gabriel Dover, Academic Press, 1982